# Kopciuszek (balet)

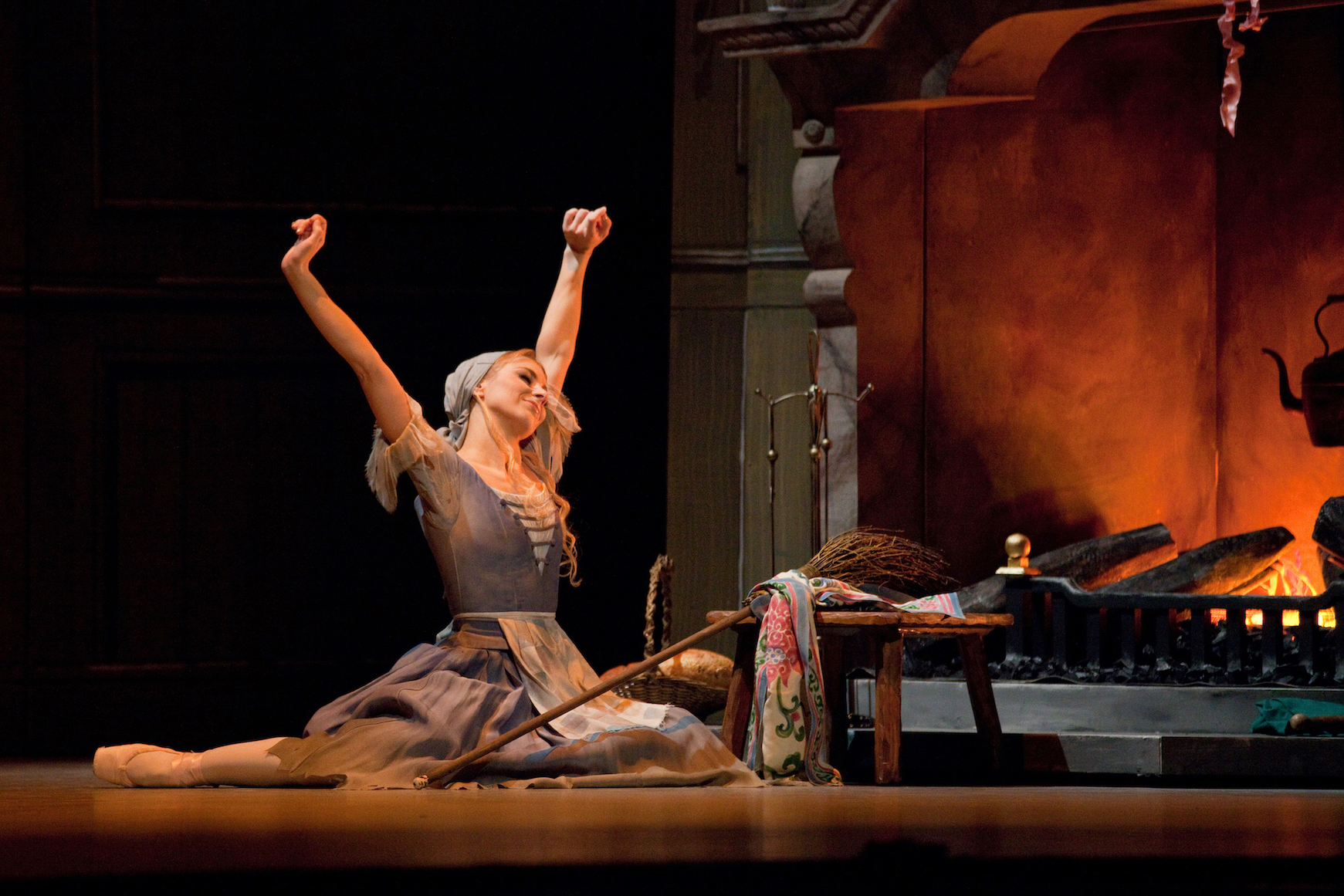
Kopciuszek w choreografii Fredericka Ashtona, Polski Balet Narodowy, w roli tytułowej Aleksandra Liashenko

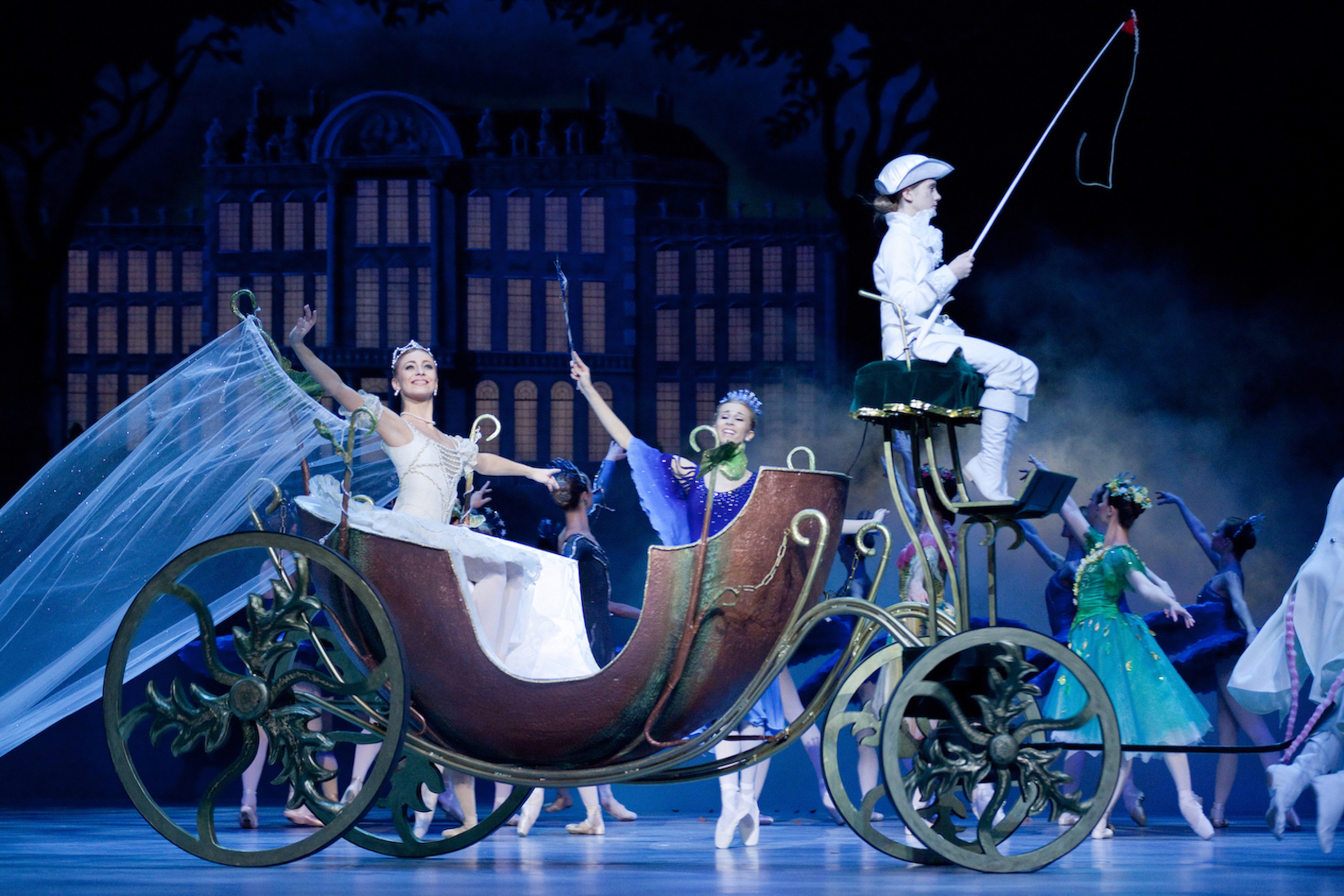
Kopciuszek w choreografii Fredericka Ashtona, Polski Balet Narodowy, w roli tytułowej Aleksandra Liashenko

Kopciuszek (Золушка, Le Cinderella, Cinderella) – balet fantastyczny w 3 aktach, 7 obrazach.
- Libretto: Mikołaj Wołkow według bajki Charles’a Perraulta
- Muzyka: Siergiej Prokofjew
- Choreografia: Rostisław Zacharow
- Scenografia: Piotr Wiliams

Prapremiera: Moskwa, 21 listopada 1945, Teatr Wielki
Premiera polska: Bytom, 4 lipca 1953, Opera Śląska

## Postacie
- Kopciuszek, uboga dziewczyna
- Książę
- Dobra Wróżka
- Ojciec Kopciuszka
- Macocha Kopciuszka
- Grymaśnica, przyrodnia siostra Kopciuszka
- Złośnica, przyrodnia siostra Kopciuszka
- Nauczyciel Tańca
- Krawcy, fryzjer, modystka, wróżki czterech pór roku, karzełki, goście na balu, nadworny błazen, mistrz ceremonii, ministrowie dworu, Hindus, Chińczyk, Hiszpan, Arab, trzy pomarańcze, Hiszpanki, mieszkanki wschodniej krainy, mieszkanki wysp tropikalnych, szewcy[1].